# Talkhuncheh
Tālkhūncheh (farsi طالخونچه) è una città dello shahrestān di Mobarakeh, circoscrizione Centrale, nella Provincia di Esfahan. Aveva, nel 2006, una popolazione di 9.307 abitanti.